# S-80
Die S-80 war ein konventionell angetriebenes U-Boot des Projekts 644, einer Variante von Projekt 613 der sowjetischen Marine.

## Einsatzgeschichte
Die Kiellegung fand am 13. März 1950 auf Werft 112 „Krasnoje Sormowo“ in Gorki als Boot der Klasse Projekt 613 (NATO-Bezeichnung: Whiskey-Klasse) statt. Zu Wasser wurde es am 21. Oktober 1950 gelassen und am 1. November nach Baku am Kaspischen Meer abgeliefert. Nach einer Testfahrt im Kaspischen Meer wurde es am 2. Dezember 1952 auf dem Inlandswasserweg der russischen Nordflotte überstellt und blieb dort bis Mitte 1957 in Dienst.
Ab Juli 1957 wurde die S-80 in Sewerodwinsk überholt und auf den Typ Projekt 644 (NATO-Bezeichnung: Whiskey Twin Cylinder) umgerüstet. Ab April 1959 wurde das Boot als SSG mit zwei P-5-Marschflugkörpern wieder eingesetzt.

### Untergang
In der Nacht auf den 27. Januar 1961 drang bei Schnorchelfahrt in der Barentssee Wasser in die Dieselmotoren ein. Es herrschte Seegang der Stärke 6 bei einer Wassertemperatur von −5 °C. Um 01:27 sank das Boot unter Schnorcheltiefe, was einen automatischen Verschluss des Schnorchels zur Vermeidung eines weiteren Eindringens von Wasser in das Schnorchelsystem hätte auslösen sollen. Das Enteisungssystem für den Verschlussmechanismus war jedoch ausgeschaltet und die Schnorchelröhre vereiste.
Der Dieselmotor setzte beim Eindringen von Seewasser in die Luftzuführung sofort aus. Der Maschinist im fünften Bootsabschnitt, der den Wassereinbruch entdeckte, schloss die Luftklappe des Diesels auf Grund der komplizierten Rohrführung jedoch nicht schnell genug. Als er das richtige Handrad identifiziert hatte, war die Ventilspindel durch die Masse des eindringenden Wassers bereits verbogen. Mit dem Wassereinbruch in den Bootsabschnitt wurde das Boot unsteuerbar.
Als das Boot einen Anstellwinkel von 45° erreicht hatte, verlangsamte sich die Fahrt zunächst bis zum Stillstand, anschließend sank das Boot über das Heck bis auf den Meeresgrund in 195 m Tiefe. Der zweite, dritte und vierte Bootsabschnitt brachen ein, zunächst überlebten noch 24 Besatzungsmitglieder im hinteren Bootsabschnitt. Ihr Versuch, das gesunkene Boot mit Hilfe des IDA-51-Gerätes zu verlassen, scheiterte jedoch und deshalb überlebte keines der 68 Besatzungsmitglieder das Unglück, ihr Schicksal blieb über 7 Jahre ungeklärt.

## Bergung des U-Boot-Wracks

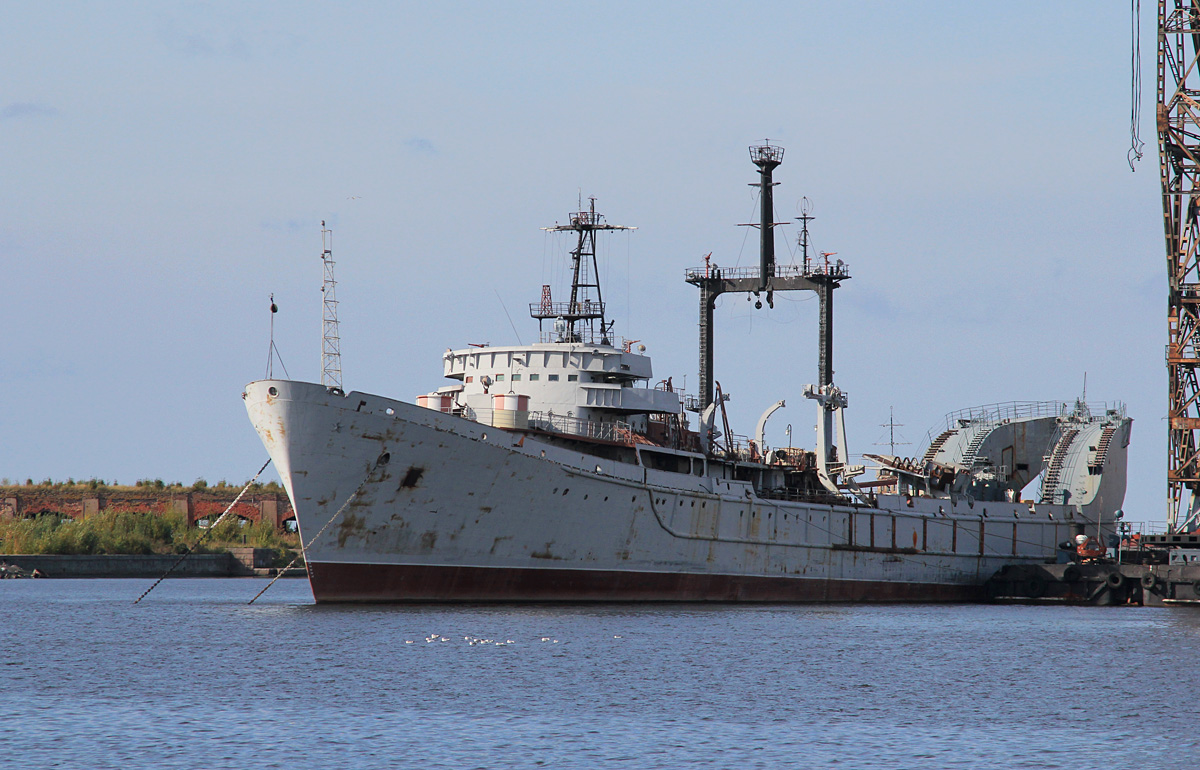
Karpaty während der Verschrottung mittels Demag-Kran PK-51100 in Kronstadt, 2010

Das Wrack wurde am 23. Juni 1968 von dem Bergungsschiff Altai der sowjetischen Marine auf der Position 70° 1′ 23″ N, 36° 35′ 22″ O in einer Tiefe von 196 m gefunden und mit ihrem Bathyscaph als S-80 identifiziert. Nach Prüfung des Berichtes ordnete eine Regierungskommission die Bergung des U-Bootwracks in der Operation Tiefe an. Die Schiffbauwerft 61 Kommunarden baute das Spezialbergungsschiff Karpaty mit einer Ausrüstung für die Bergung des U-Bootes.
Die Operation Tiefe wurde von einer Einsatzgruppe der Sowjetischen Nordflotte, bestehend aus mehreren Schleppern und einem Zerstörer, unter dem Kommando des Kapitäns zur See S. Minchenko durchgeführt. Das Wrack wurde am 9. Juni 1969 gehoben und in unter der Karpaty angebrachten Schlingen nach Mys Teriberskiy gebracht. Dort wurde das Wrack am 12. Juli in 51 m Tiefe auf dem Grund des Hafens von Zavalishin abgelegt.
Am 24. Juli 1969 wurde die S-80 an die Wasseroberfläche gehoben. Im August untersuchte eine Regierungskommission unter Leitung von Vizeadmiral G. I. Schedrin das Wrack. Sie stellte nicht nur die unmittelbare Ursache des Untergangs fest, sondern ermittelte auch zwei weitere Fehler, die mit zu dem Unglück beigetragen hatten. Zum einen hatte die Mannschaft nie die Antriebsübernahme vom Dieselantrieb auf den Elektroantrieb versucht und zum anderen war auch nicht der Versuch unternommen worden, einen Notfallballasttank auszublasen.